# Union sportive municipale de Gagny
Union sportive municipale de Gagny (kurz: USM Gagny) war ein französischer Sportverein aus Gagny.

## Geschichte
Die Handballabteilung wurde im Jahr 1948 gegründet und bestand zunächst nur aus zwei Schüler- und Jugendmannschaften. Später kamen Mannschaften für Männer und Frauen hinzu. Nach der Saison 1995/96 wurde der Verein wegen zu hoher Schulden aufgelöst.

### Männer
Im Jahr 1971 gelang den Männern der Aufstieg in die zweite französische Liga, bereits 1973 gelang der Sprung in die erste französische Liga (Nationale 1). Ab Ende der 1970er Jahre gehörte Gagny zu den Spitzenteams Frankreichs. Nach dem zweiten Platz in der Saison 1979/80 gewann die Mannschaft 1980/81 und 1981/82 die französische Meisterschaft. Nachdem Gagny 1983/84 wieder Zweiter geworden war, folgten drei Meisterschaften in Folge. 1989 und 1990 wurde man Dritter. Im Jahr 1987 gewann man zudem die Coupe de France, 1985 und 1990 unterlag man im Endspiel. Im Jahr 1984 war Gagny die erste französische Handballmannschaft mit einem Trikotsponsor (JVC).

### Frauen
Die Frauenmannschaft stieg 1982 in die oberste Spielklasse (Division 1) auf, wo sie vier Meisterschaften gewann und zwischen 1985 und 1994 stets unter den ersten drei Mannschaften stand. In der Coupe de France triumphierten die Frauen 1985, 1992 und 1993; 1990 und 1994 erreichten sie das Finale.

## Bekannte Persönlichkeiten
- Joël Abati
- Éric Cailleaux
- Dominique Deschamps
- Frédéric Dole
- Francis Franck
- Philippe Gardent
- Jean-Michel Germain
- François-Xavier Houlet
- Aleksandar Knežević
- Patrick Lepetit
- Franck Maurice
- Philippe Médard
- Gaël Monthurel
- Sylvain Nouet
- Frédéric Perez
- Thierry Perreux
- Stéphane Plantin
- Ermin Velić
- Christelle Marchand
- Carole Martin
- Ljiljana Mugoša
- Svetlana Mugoša-Antić
- Valérie Nicolas
- Mézuela Servier